# Piapi
Piapi（ぴあぴ、1965年9月9日 - ）は、日本の女性歌手。大阪府出身。当時のキティレコード（現ユニバーサルミュージック）、東芝EMIに所属していた。血液型はAB型。

## 略歴
- 1992年、もりちあき名義で上村茂三、西野明と「ぴよぴよ」を結成し[1]、キティレコードより「虹と太陽の丘」でデビュー。
- 1996年に上村茂三と「オプティム」（OPUTIM）を結成し東芝EMIよりデビュー[2]。
- 2000年から「Piapi」としてソロ活動の後、2001年あたりより芝田吾朗と「56pi＠(ごろぴあ）」、そしてそこにベース（一時期はギター）の佐藤敦が加わった、トリオのロックバンド「天球ぴんぽんず」を結成し活動を続けている（2011年現在、56pi@は「Q(ku:)」と改名）。
- 現在は芝田吾朗と上村茂三とともに「招福ハレルヤ」（しょうふくハレルヤ）を結成し活動。
- 長男はBrian the Sunのボーカル、ギターを務めた森良太[3]。また、2014年にアドベンチャーランナーの高繁勝彦と結婚している[4]。

## ディスコグラフィ

### シングル
ぴよぴよ
|     | タイトル              | 発売日         | 収録曲                                | 楽曲制作                              | タイアップ                                           |
| --- | --------------------- | -------------- | ------------------------------------- | ------------------------------------- | ---------------------------------------------------- |
| 1st | 虹と太陽の丘          | 1992年5月27日  | 01. 虹と太陽の丘                      | 作詞・作曲：上村茂三 編曲：ぴよぴよ   | テレビアニメ「らんま1/2 熱闘編」エンディング・テーマ |
| 1st | 虹と太陽の丘          | 1992年5月27日  | 02. アスファルトの道                  | 作詞・作曲：上村茂三 編曲：ぴよぴよ   | テレビアニメ「らんま1/2 熱闘編」エンディング・テーマ |
| 1st | 虹と太陽の丘          | 1992年5月27日  | 03. 虹と太陽の丘 (オリジナルカラオケ) | 作曲：上村茂三 編曲：ぴよぴよ         | テレビアニメ「らんま1/2 熱闘編」エンディング・テーマ |
| 2nd | 遠い世界に/WITH MUSIC | 1992年11月21日 | 01. 遠い世界に                        | 作詞・作曲：西岡たかし 編曲：ぴよぴよ | 「フォークルネッサンス」テーマソング                 |
| 2nd | 遠い世界に/WITH MUSIC | 1992年11月21日 | 02. WITH MUSIC                        | 作詞・作曲：上村茂三 編曲：ぴよぴよ   | 「フォークルネッサンス」テーマソング                 |

### アルバム
ぴよぴよ
|   | タイトル | 発売日 | 規格品番 | 収録曲              | 楽曲制作                      | 備考           |
| - | -------- | ------ | -------- | ------------------- | ----------------------------- | -------------- |
| - | ぴよぴよ | 1992年 | KC-0029  | 1. 虹と太陽の丘     | 作詞／作曲：上村茂三          | Promotion Only |
| - | ぴよぴよ | 1992年 | KC-0029  | 2. かくれんぼ       | 作詞：とりさん 作曲：上村茂三 | Promotion Only |
| - | ぴよぴよ | 1992年 | KC-0029  | 3. 幻想記念日       | 作詞：とりさん 作曲：上村茂三 | Promotion Only |
| - | ぴよぴよ | 1992年 | KC-0029  | 4. 錆びたオルゴール | 作詞／作曲：上村茂三          | Promotion Only |
| - | ぴよぴよ | 1992年 | KC-0029  | 5. アスファルトの道 | 作詞／作曲：上村茂三          | Promotion Only |

オプティム
|     | タイトル | 発売日         | 発売元・備考                                                   |
| --- | -------- | -------------- | -------------------------------------------------------------- |
| 1st | おめみえ | 1996年9月11日  | 東芝EMIより発売 「それゆけホッティーズ!」エンディング・テーマ  |
| 2nd | ことぶき | 1996年12月11日 | 東芝EMIより発売 収録曲はすべて作詞：もりちあき、作曲：上村茂三 |